# Avis (municipi de Portugal)
Avis és un municipi portuguès al districte de Portalegre (regió d'Alentejo, subregió de l'Alto Alentejo). L'any 2006 tenia 5.007 habitants. Limita al nord-est amb Alter do Chão, a l'est amb Fronteira, al sud amb Sousel in Mora i al nord-oest amb Ponte de Sôr. Avís inclou les freguesies d'Alcôrrego, Aldeia Velha, Avis, Benavila, Ervedal, Figueira e Barros, Maranhão i Valongo.

## Població
| Població del concelho d'Avis (1801 – 2004) | Població del concelho d'Avis (1801 – 2004) | Població del concelho d'Avis (1801 – 2004) | Població del concelho d'Avis (1801 – 2004) | Població del concelho d'Avis (1801 – 2004) | Població del concelho d'Avis (1801 – 2004) | Població del concelho d'Avis (1801 – 2004) | Població del concelho d'Avis (1801 – 2004) | Població del concelho d'Avis (1801 – 2004) |
| ------------------------------------------ | ------------------------------------------ | ------------------------------------------ | ------------------------------------------ | ------------------------------------------ | ------------------------------------------ | ------------------------------------------ | ------------------------------------------ | ------------------------------------------ |
| 1801                                       | 1849                                       | 1900                                       | 1930                                       | 1960                                       | 1981                                       | 1991                                       | 2001                                       | 2004                                       |
| 3.032                                      | 3.732                                      | 6.113                                      | 7.880                                      | 8.977                                      | 5.890                                      | 5.686                                      | 5.197                                      | 5.054                                      |